# Mortichnia
In paleontologia con il termine mortichnia si identificano gli ultimi passi fatti da una creatura vivente; per questo motivo essa è spesso definita «marcia della morte» o «ultima passeggiata». Le impronte lasciate durante tale camminata e conservatesi come tracce fossili sono molto utili per lo studio del movimento degli animali che le hanno lasciate, nonché per capire la loro anatomia e le possibili cause della loro morte.
Il termine è stato coniato e utilizzato per la prima volta nel 2007 da Adolf Seilacher per indicare gli ultimi passi lasciati dai piccoli animali fossili ritrovati nel sito di Solnhofen, in Germania.

## Esempi
Uno dei più significativi esempi di mortichnia è quello dell'ultima camminata effettuata da un Mesolimulus walchi e rimasta impressa in un fossile ritrovato nel sopraccitato sito calcareo di Solnhofen (essendo una traccia lasciata da un limulide, tale icnotaxon prende il nome di Kouphichnium). La traccia lasciata dall'animale misurava 9,7 m ed è stata lasciata circa 150 milioni di anni fa, quando il mesolimulo morì in una laguna anossica. Le impronte hanno lasciato prove sufficienti per i ricercatori per determinare che la creatura probabilmente è caduta nella laguna capovolta, è arrivata sul fondo e lì ha iniziato a camminare prima di soccombere a causa delle condizioni anossiche dell'acqua. Il fossile, ritrovato nel 2002, è attualmente esposto al Wyoming Dinosaur Center.
Un altro eccezionale esempio è quello della mortichnia di un Yilingia spiciformis, forse un antenato dei vermi o degli artropodi, rimasta impressa nei sedimenti di un fondale marino e ritrovata in un fossile risalente addirittura a 550 milioni di anni fa, quando sul pianeta si facevano largo le prime forme di vita multicellulare. Anche in questo caso il fossile, ritrovato nel 2019, ha permesso di ricavare molti dettagli dell'animale, mettendo in particolare risalto la complessità anatomica dell'esemplare, fino a pochi anni prima ritenuta impensabile per un animale dell'Ediacarano.